# Adam Clayton

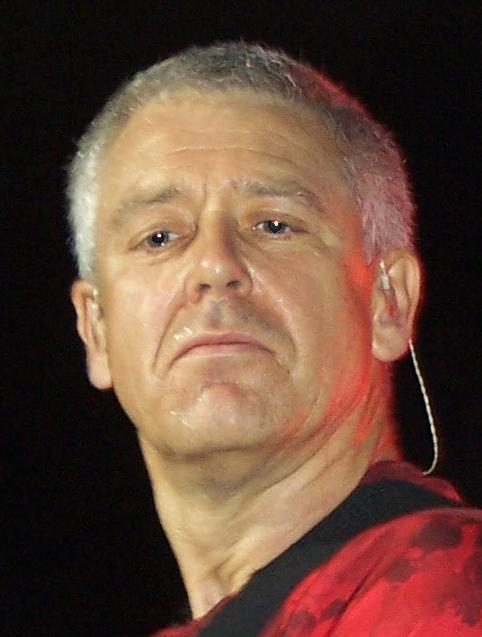
Adam Clayton

Adam Charles Clayton (n. 13 martie 1960, Chinnor, Oxford, Regatul Unit) este basistul britanic al trupei rock irlandeze U2. Deseori caracterizat de Bono ca fiind cel mai aristocratic membru al trupei, Clayton este binecunoscut pentru liniile de bas din cântece ca Where the Streets Have No Name, New Year's Day sau With or Without You.
1. ↑  Adam Clayton, Dutch Top 40, accesat în 9 octombrie 2017
2. ↑  Adam Clayton, Internet Broadway Database, accesat în 9 octombrie 2017
3. ↑  „Adam Clayton”, Freebase Data Dumps[*] Verificați valoarea |titlelink= (ajutor)
4. ↑   http://www.ordens.presidencia.pt/?idc=154 Lipsește sau este vid: |title= (ajutor)